# Sân bay Flores
Sân bay Flores (tiếng Bồ Đào Nha: Aeroporto das Flores) là một sân bay ở đảo Flores ở Açores (IATA: FLW, ICAO: LPFL), Bồ Đào Nha. Đường băng sân bay này dài 1400 m bề mặt nhựa đường.

## Các tuyến bay thường lệ
Hiện có các hãng và tuyến bay sau ở sân bay này:
- SATA Air Acores (Corvo Island, Horta, Terceira)